# ポール・ドコービル

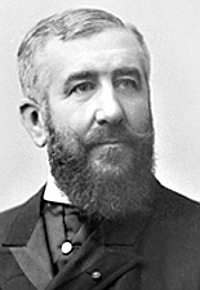

ポール・ドコービル（Paul Decauville、1846年 - 1922年）はフランスの技術者・実業家である。エヴリー市長、セーヌ=エ=オワーズ選出の元老院議員も務めた。
ドコービルは彼の名前を冠した鉄道システム（ドコービル 600）の発明者であり、ドコービル式ナローゲージ鉄道は世界に広く売られた。ポール・ドコービルの工場があったコベイユとエヴリーにはポール・ドコービルの名を冠した町がある。
ドコービルは生涯にいくつかの会社を興し、圧縮空気を利用した機器の会社は1980年代後半まで存続し、油圧プレス機の会社は現存する。
ポール・ドコービルはエヴリー市の市長を1881年から1892年まで、1890年から1900年までセーヌ=エ=オワーズ選出の元老院議員を、1897年から1899年まで関税評議会の委員を務めた。パリを去った後、サン=レジェールの町長を務めている。